# Maja számírás

Maja számok

A maja számírás a közép-amerikai maja civilizáció 20-as alapú, úgynevezett vigezimális számrendszert használó számjelölő rendszere.
A számokat háromféle jellel ábrázolták: a nullát egy kagyló jele, az egyes számot egy pont, az ötös számot egy vízszintes vonás jelezte. A többi számot ezek kombinációjával, helyi értékük figyelembevételével fejezték ki, egymás fölé írva a jeleket. Negatív értékeket nem jegyeztek fel, a törtszámokat két egész szám hányadosával állították elő.
Diego de Landa szerint a 16. században a maja kereskedők az áruk cseréjénél számításokat végeztek az áru értékének megállapításához, különösen a kakaóbab és más javak esetén (Tozzer 1941). A posztklasszikus korban íródott Drezdai kódex szorzótáblákat is tartalmaz.

## A 19 feletti számok
| 400-asok |    |     |      |
| 20-asok  |    |     |      |
| 1-esek   |    |     |      |
|          | 33 | 429 | 5125 |

A 19 feletti számokat 20 hatványai alapján fejezték ki, egymás fölé írva. Például a 33-as számot úgy írták le, hogy felül egy pont jelképezte a mi tízes számrendszerünk szerinti 20-at, az alatta lévő (képzeletbeli) mezőben pedig a két vonás kétszer ötöt, felette a három ponttal összesen 13-at. 20², azaz 400 felett új sort nyitottak felül, amelyben egy pont már 400-at jelképezett.

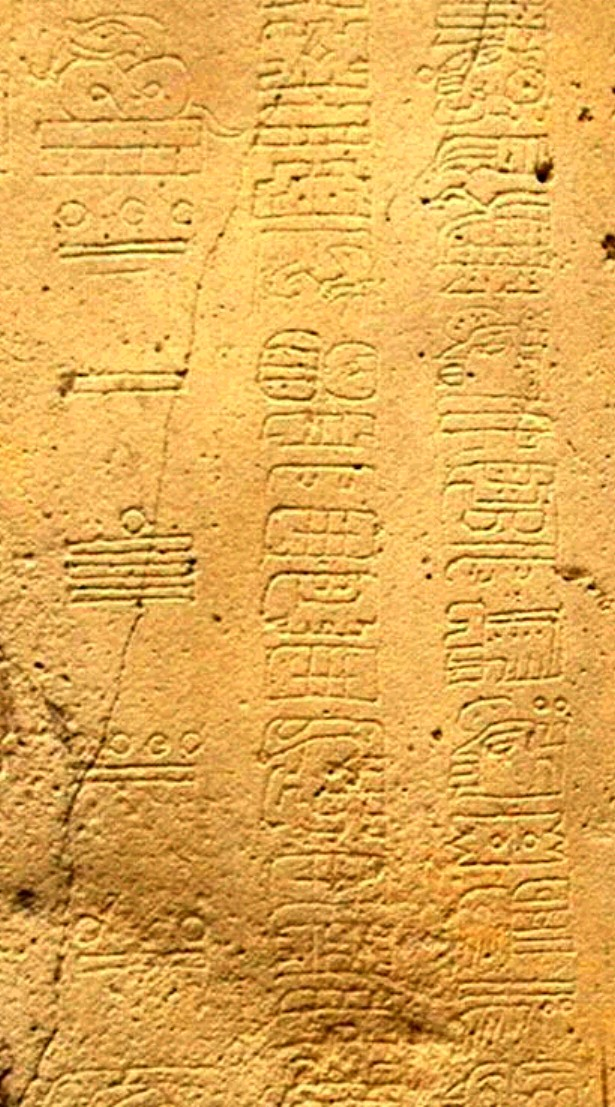
A bal oldali oszlop tartalmazza a Nagy Kör időszámítás szerinti dátumot (8.5.16.9.7) maja számokkal, ami i. sz. 156-nak felel meg

A maja naptár hosszú számítás elnevezésű módszerében a harmadik pozícióban 400 helyett 365 állt, ami a 20 napból álló 18 hónap és a maradék 5 nap összege volt.

## Összeadás és kivonás
A 20 alatti számok összeadása és kivonása egyszerű ebben a számrendszerben. Például összeadásnál csak kombinálni kell az egyes szinteken levő szimbólumokat.
Ha az kombinációban öt vagy több pont szerepelne, ötösével le kell cserélni egy vonalra. Négy vagy több vonal pedig eggyel magasabb szinten levő pontra cserélendő.
Hasonlóan a kivonásnál el kell hagyni a kivonandó szimbólumokat a 
Ha nincs elegendő pont a kisebbítendő számban, egy vonalat öt pontra kell cserélni. Ha nincs elegendő vonás, az eggyel magasabb szintről (helyiértékről) egy pontot elhagyva négy vonást kapunk.
Vegyük észre, hogy ez majdnem pontosan megegyezik a tízes számrendszerbeli összeadással/kivonással.